# Il traditore (film 1926)
Il traditore (Предатель, Predatel') è un film del 1926 diretto da Abram Matveevič Room.

## Trama
Anno 1905. In una città portuale (Odessa), nel "bordello" di Madame Guyot, il capo della polizia segreta, von Dietz, osserva un catalogo fotografico delle ragazze disponibili e, dopo averne scelta una, decide di restare per la notte.
Nello stesso luogo, il timoniere Neratov trascorre la notte con la prostituta Wanda. Un suo compagno di lotta rivoluzionaria, il Marinaio Sconosciuto, è alla sua ricerca per avvertirlo di un pericolo imminente: Boris, uno dei loro compagni, è stato arrestato e il piano rischia di fallire. Tuttavia, Madame Guyot scaccia il marinaio, e solo la mattina successiva questi riesce a incontrare Neratov.
La mattina seguente, von Dietz, tornato in servizio, interroga Boris, il bolscevico arrestato dalla nave Saratov, e al suo posto invia a bordo un agente provocatore, noto come "Riabina".
Grazie alle informazioni del provocatore, la polizia segreta scopre che sull’Saratov, incaricata di trasportare prigionieri politici in esilio a Sachalin, è in corso la preparazione di un ammutinamento. Le autorità intervengono e arrestano cinque marinai rivoluzionari, che vengono poi giustiziati. Il Marinaio Sconosciuto, nel tentativo di difendersi, riesce a ferire il provocatore con un colpo alla mano, ma viene catturato dai gendarmi prima di poterlo riconoscere.
Anno 1925. Al giudice istruttore Sokolov viene affidata l’indagine sul fallimento della rivolta dell’Saratov. Tra i sopravvissuti di quei giorni si trovano il Marinaio Sconosciuto, la prostituta Wanda ormai invecchiata, un meccanico che si era fatto prendere dalla paura durante l’ammutinamento e il timoniere Neratov. Dopo una serie di falsi sospetti e indagini intricate, il Marinaio Sconosciuto riesce finalmente a scoprire l’identità del provocatore.

## Personaggi
- Parchevsky, interpretato da Nikolay Panov; navigatore a lunga distanza.
- Nikolai Neratov-Zimin, interpretato da P. Korizno; timoniere, rivoluzionario, traditore e agente della polizia segreta "Riabina".
- Natasha Zimina, interpretata da Maria Parshina; sorella di Neratov-Zimin.
- Pavel Pavlovich von Dietz, interpretato da Nikolay Radin; capo della polizia segreta.
- Kurbatov, interpretato da David Gutman; segretario di von Dietz.
- Boris, interpretato da Artemiy Ai-Artyan; marinaio bolscevico.
- Marinaio Sconosciuto, interpretato da Nikolay Okhlopkov.
- Madame Guyot, interpretata da Evgeniya Khovanskaya; proprietaria del bordello.
- Wanda, interpretata da Tamara Oganezova; prostituta.
- Prostituta, interpretata da Sofya Magarill.
- Prostituta, interpretata da Anna Sten.
- Prostituta anziana, interpretata da Maria Shlenskaya.
- Protettore del bordello, interpretato da Boris Shlichting.
- Pianista del bordello, interpretato da Naum Rogozhin.
- Capitano, interpretato da Leonid Yurenev.
- Procuratore, interpretato da Konstantin Davidovsky.
- Sokolov, interpretato da V. Poddubny; investigatore.
- Lilya, interpretata da Tamara Adelgheim.